# Miwok de la costa
El miwok de la costa fou una de les llengües miwok parlades a Califòrnia, de la badia de San Francisco a la badia de Bodega Les varietats Marin i Bodega podrien haver estat llengües separades. Actualment tota la població parla anglès.